# Reina de Sabà

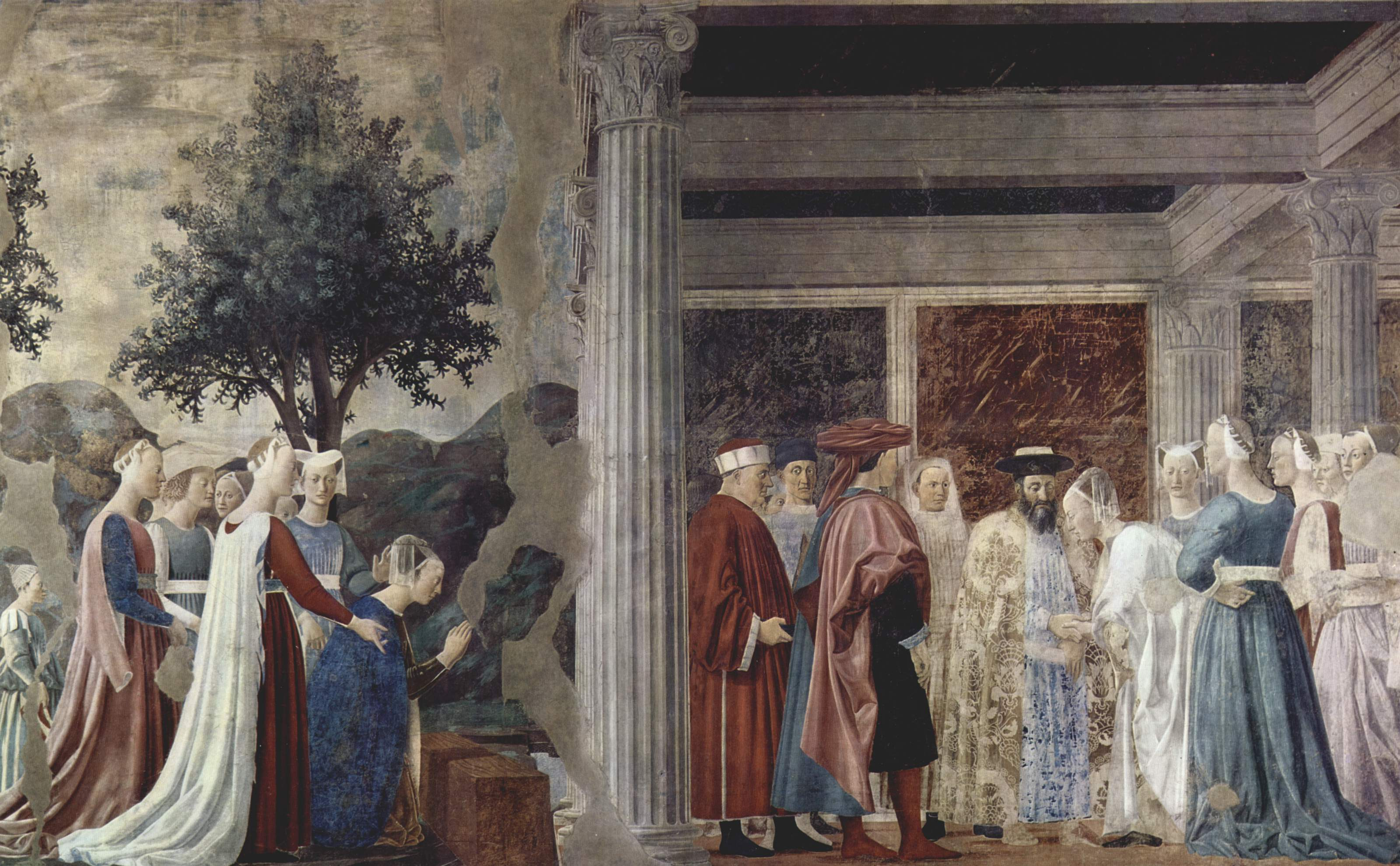
Detall de la Leggenda della santa Croce, en què la reina de Sabà apareix davant Salomó. Obra de Piero della Francesca

La reina de Sabà és un personatge que apareix en la Bíblia visitant Salomó i que no s'ha pogut identificar amb exactitud amb cap personatge històric. Les llegendes que l'envolten la representen com una dona extremadament rica, monarca del Regne de Sabà, que va viure cap al segle x aC. En elaboracions posteriors del relat, la reina ha rebut els noms d'Aziz, Balquís, Nikaule o Nicaula o Makeda.

## La reina en la Bíblia
La historia de la reina de Sabà és explicada a 1Re 10, amb esments posteriors, que en repeteixen la història. La Bíblia presenta una reina que dona presents al rei Salomó, a qui ha anat a visitar per la seva fama de saviesa. Li pregunta coses durant hores i queda meravellada per les respostes que rep, per les quals lloa Déu. Ell promet concedir-li tot el que ella demani, però la seva petició és ambigua.
L'ús del terme ḥiddot o endevinalles, que és un préstec arameu la forma del qual apunta a un canvi de so que no pot ser anterior al segle vi aC, indica un origen tardà del text. Com que no s'esmenta la caiguda de Babilònia, l'any 539 aC, Martin Noth ha afirmat que el Llibre dels Reis va rebre una redacció definitiva cap al 550 aC.
Sabà era bastant coneguda en el món clàssic, i el seu país es deia Aràbia Feliç. Cap a mitjans del I mil·lenni aC, també hi havia sabeus a Etiòpia i Eritrea, a la zona que més tard esdevingué el regne d’Axum. Hi ha cinc llocs a la Bíblia on l'escriptor distingeix Sabà (שׁבא), és a dir, els sabeus iemenites, de Seba (סבא), és a dir, els sabeus africans. A Salms, en el text hebreu, s'esmenten junts: «els reis de Sabà i Seba oferiran regals» (Sl 72:10). Aquesta diferenciació ortogràfica, però, pot ser purament factícia; les inscripcions indígenes no fan aquesta diferència, i tant els sabeus iemenites com els africans s'escriuen exactament de la mateixa manera.
Tot i que encara no s'han trobat inscripcions de l'Aràbia del Sud que aportin proves de la pròpia reina de Sabà, les inscripcions d'Aràbia del Sud esmenten una reina d'Aràbia del Sud (mlkt, antic àrab del sud: 𐩣𐩡𐩫𐩩). I al nord d'Aràbia, les inscripcions assiries esmenten repetidament les reines àrabs. A més, les tribus sabaeanes coneixien el títol de mqtwyt (alt funcionari, Sabaean). Makada o Makueda, el nom personal de la reina en la llegenda etíop, es podria interpretar com una interpretació popular del títol de mqtwyt. Aquest títol pot derivar de l'antic egipci m'kit (𓅖𓎡𓇌𓏏𓏛) protectora, mestressa de casa.
La visita de la reina podria haver estat una missió comercial. El comerç primerenc del sud d'Àrab amb Mesopotàmia que implicava fusta i espècies transportades per camells està documentat a principis del segle IX aC i pot haver començat ja al X. Una teoria recent suggereix que la inscripció d'Ofel a Jerusalem va ser escrita en llengua sabaica i que el text proporciona proves de les connexions comercials entre l'antiga Aràbia del Sud i el Regne de Judà durant el segle X aC.
L'antic temple sabeu d'Awwam, conegut en el folklore com Màhram Balquís (‘[recinte] sagrat de Balquís’), va ser excavat recentment per arqueòlegs, però fins ara no s'ha descobert cap rastre de la reina de Sabà a les nombroses inscripcions que s'hi troben. Un altre temple sabeu, el temple de Barran (àrab: معبد بران), també es coneix com Arx Balquís (‘Tron de Balquís’) que, com el proper temple d'Awwam, també estava dedicat al déu Almaqah, però la connexió entre el temple de Barran i Sabà tampoc s'ha establert arqueològicament.
Les històries bíbliques de la reina de Sabà i els vaixells d’Ofir van servir de base per a llegendes sobre els israelites que viatjaven amb el seguici de la reina de Sabà quan va tornar al seu país per criar el seu fill amb Salomó.

## El cristianisme
Les escriptures cristianes mencionen una reina del sud (grec: βασίλισσα νότου, llatí: Regina austri), que va venir dels extrems de la terra, és a dir, dels extrems del món conegut aleshores, per escoltar la saviesa de Salomó (Evangeli segons Mateu 12,42; Evangeli segons Lluc 11,31).
La interpretació mística del Càntic dels Càntics, que es considerava com una base literal per a les especulacions dels al·legoristes, fa la seva primera aparició a Orígenes, que va escriure un voluminós comentari sobre el Càntic dels Càntics. En el seu comentari, Orígenes va identificar la núvia del Càntic dels Càntics amb la reina del sud dels evangelis (és a dir, la reina de Sabà, que se suposa que era etíop). Altres han proposat el matrimoni de Salomó amb la filla del faraó o el seu matrimoni amb una dona israelita, la Shulamita. La primera era l'opinió preferida dels intèrprets místics fins a finals del segle XVIII; aquest últim ha obtingut des de la seva introducció per Good (1803).
Se suposa que la núvia dels Càntics era negra a causa d'un passatge del Càntic dels Càntics 1:5, que la versió estàndard revisada (1952) tradueix com «Sóc molt fosca, però bonica», com ho fa Jeroni d'Estridó (llatí: Nigra sum, sed formosa), mentre que la nova versió estàndard revisada (1989) fa «Sóc negra i bonica», com la Septuaginta (grec antic: μέλαινα εἰμί καί καλή).
El cristianisme va emfasitzar la castedat de la reina, oposant-se a les llegendes jueves i fent-la un antecedent de la Verge Maria. Una llegenda diu que la reina de Sabà va portar a Salomó els mateixos regals que els Reis Mags van donar més tard a Jesús. Durant l'Edat Mitjana, els cristians de vegades identificaven la reina de Sabà amb la sibil·la Sabba. Apareix citada en els evangelis de Mateu i Lluc com a reina del Sud que jutjarà els hebreus per no haver acceptat la nova religió (igual que ella va veure la saviesa del rei i va lloar Déu, igualment els jueus s'haurien d'haver convertit en veure les obres de Crist).
Estudiosos contemporanis pensen que el relat bíblic és una deformació de la trobada comercial entre dos reis (possiblement, una esposa del faraó egipci), que hauria eliminat el permís per a navegar per Àfrica dels vaixells de Salomó.

### Coptes
La història de Salomó i la reina va ser popular entre els coptes, com ho demostren els fragments d'una llegenda copta conservada en un papir de Berlín. La reina, després d'haver estat sotmesa per l'engany, dona a Salomó un pilar sobre el qual està inscrita tota la ciència terrenal. Salomó envia un dels seus dimonis a buscar el pilar d'Etiòpia, d'on arriba a l'instant. En un poema copte, la reina Yesaba de Cush demana endevinalles a Salomó.

### Etíops

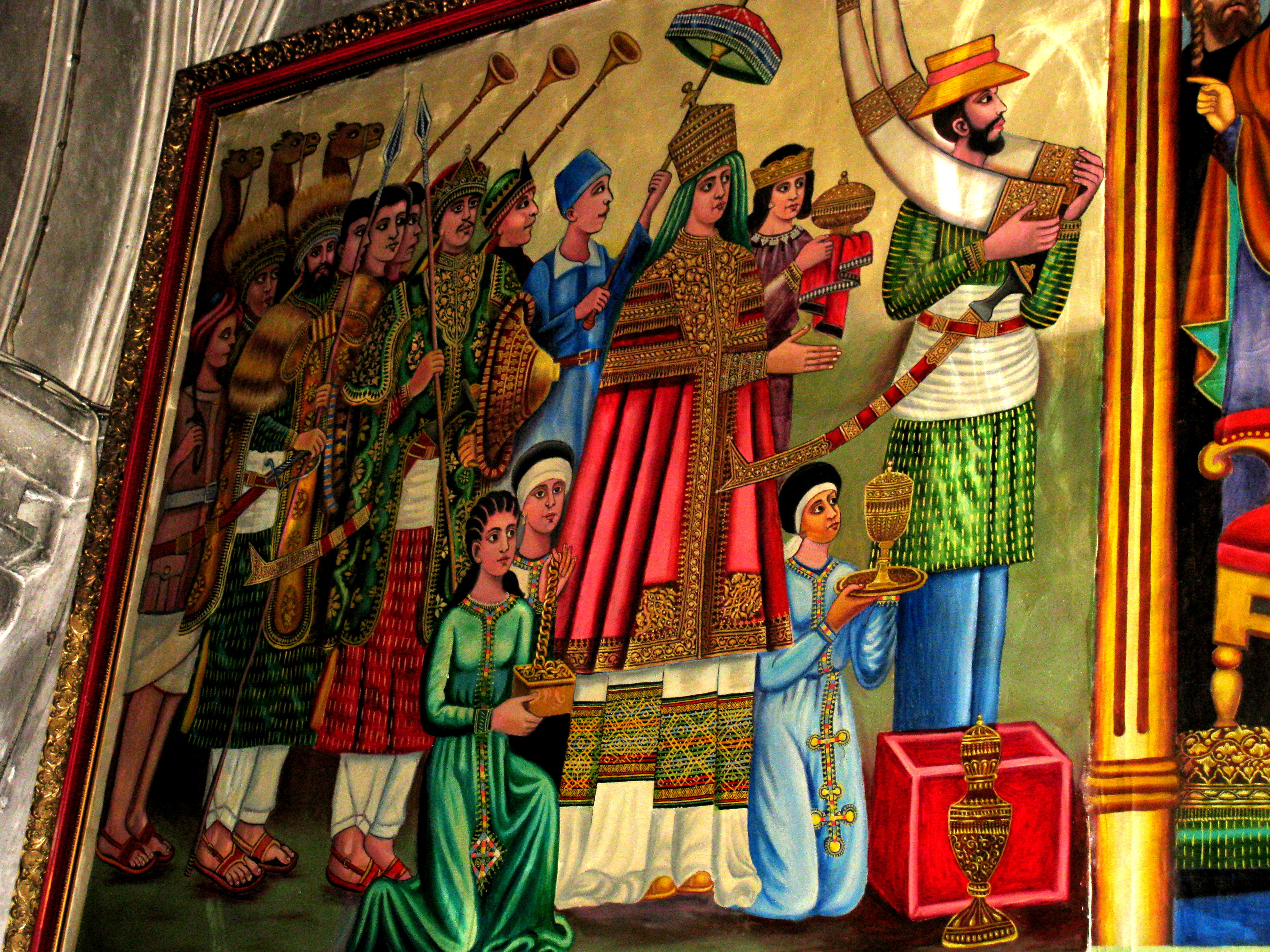
Salomó rebent la reina de Sabà (detall), capella dels quatre éssers vius (discutida entre coptes i etíops) a l'església del Sant Sepulcre

La versió més extensa de la llegenda apareix al Kebra Nagast (Glòria dels reis), la saga nacional etíop, traduïda de l'àrab el 1322. Aquí Menelik I és el fill de Salomó i Makeda (el nom etíop de la reina de Sabà; és el fill de l'home que destrueix el llegendari rei serp Arwe) del qual la dinastia etíop reclama descendència fins als nostres dies. La llegenda afirma que fou ell qui li demanà matrimoni, però que ella refusà perquè ell tenia diverses esposes i ella en volia ser l'única. Per una aposta perduda, va acabar quedant-se uns mesos al palau, el temps per engendrar el fill i tornar al seu regne. Tot i que la història d'Absí ofereix un detall molt més gran, omet qualsevol menció de les cames peludes de la reina o qualsevol altre element que pugui reflectir-la de manera desfavorable.

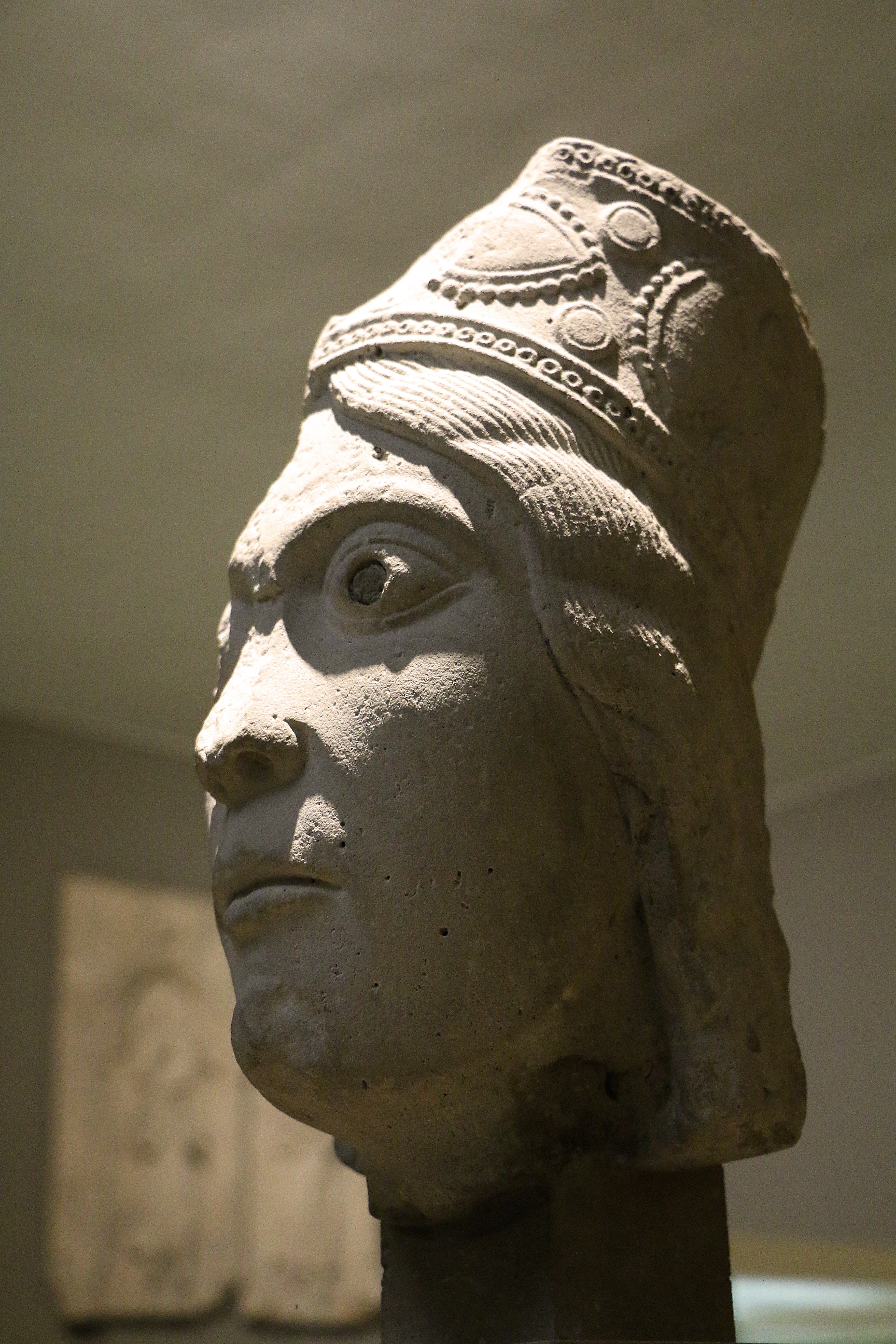
Part del cap de la reina de Sabà de l'Abadia de Saint Denis - segle XII

Basat en els evangelis de Mateu (Mateu 12:42) i Lluc (Lluc 11:31), es diu que la reina del sud és la reina d'Etiòpia. En aquells temps, el rei Salomó va buscar mercaders de tot el món, per tal de comprar materials per a la construcció del Temple. Entre ells hi havia Tamrin, gran comerciant de la reina Makeda d'Etiòpia. Després d'haver tornat a Etiòpia, Tamrin va explicar a la reina les coses meravelloses que havia vist a Jerusalem i la saviesa i la generositat de Salomó, i va decidir visitar Salomó. Va rebre una càlida acollida, se li va donar un palau per a habitatge i va rebre grans regals cada dia. Salomó i Makeda van parlar amb gran saviesa, i instruït per ell, es va convertir al judaisme. Abans de marxar, hi va haver una gran festa al palau del rei. Makeda es va quedar al palau durant la nit, després que Salomó havia jurat que no li faria cap mal, mentre que ella va jurar a canvi que no li robaria. Com que els àpats havien estat picants, Makeda es va despertar assedegada a la nit i va anar a beure aigua, quan va aparèixer Salomó, recordant-li el seu jurament. Ella va respondre: «Ignora el teu jurament, deixa'm beure aigua».
Aquella mateixa nit, Salomó va somiar amb la sortida del sol sobre Israel, però sentint-se maltractat i menyspreat pels jueus, el sol va passar a brillar sobre Etiòpia i Roma. Salomó va donar a Makeda un anell com a mostra de fe, i després ella se'n va anar. De camí cap a casa, va donar a llum un fill, a qui va anomenar Baina-leḥkem (és a dir, bin al-ḥakīm, Fill del Savi, més tard anomenat Menilek). Després que el nen va créixer a Etiòpia, va anar a Jerusalem portant l'anell i va ser rebut amb grans honors. El rei i el poble van intentar en va persuadir-lo que es quedés. Salomó va reunir els seus nobles i va anunciar que enviaria el seu fill primogènit a Etiòpia juntament amb els seus primogènits. Va afegir que esperava un tercer fill, que es casaria amb la filla del rei de Roma i regnaria sobre Roma perquè el món sencer fos governat pels descendents de David. Llavors Baina-leḥkem va ser ungit rei pel gran sacerdot Sadoc, i va prendre el nom de David. S'anomenen els nobles primogènits que el van seguir, i encara avui algunes famílies etíops reclamen la seva ascendència. Abans de marxar, els fills dels sacerdots havien robat l'Arca de l'Aliança, després que el seu líder Azaryas hagués ofert un sacrifici segons l'ordre de l'àngel de Déu. Amb molts plors, la processó va sortir de Jerusalem en un carro de vent conduït i portat per l'arcàngel Miquel. Després d'haver arribat al mar Roig, Azaryas va revelar a la gent que l'arca està amb ells. David va pregar a l'Arca i la gent es va alegrar, cantant, ballant, sonant banyes i flautes i tocant tambors. L'Arca va mostrar els seus poders miraculosos durant la travessia del mar tempestuós, i tots van arribar il·lesos. Quan Salomó es va assabentar que l'Arca havia estat robada, va enviar un genet darrere dels lladres i fins i tot els va perseguir ell mateix, però cap dels dos va poder atrapar-los. Salomó va tornar a Jerusalem i va donar ordres als sacerdots que callessin sobre el robatori i que diposissin una còpia de l'arca al temple, perquè les nacions estrangeres no poguessin dir que Israel havia perdut la fama.
Segons algunes fonts, la reina Makeda va formar part de la dinastia fundada per Za Besi Angabo l'any 1370 aC. L'elecció prevista de la família per governar Aksum era el germà de Makeda, el príncep Nourad, però la seva mort prematura la va portar a la seva successió al tron. Aparentment, va governar el regne etíop durant més de 50 anys. La llista regnal d'Etiòpia de 1922 afirma que Makeda va regnar des del 1013 fins al 982 aC, seguint el calendari etíop.
Al Llibre etíop d'Aksum, Makeda estableix una nova capital a Azeba.
Edward Ullendorff sosté que Makeda és una corrupció de Candace, el nom o títol de diverses reines etíops de Meroe o Seba. Candace era el nom d'aquella reina dels etíops el camarlenc de la qual es va convertir al cristianisme sota la predicació de Felip l'evangelista (Fets 8:27) l'any 30 dC. A la versió etíope del segle XIV (?) del romanç d'Alexandre, es diu que Alexandre el Gran de Macedònia (Meqédon etíope) va conèixer una reina Kandake de Núbia. La tradició que la reina bíblica de Sabà va ser un governant ingenua d'Etiòpia que va visitar el rei Salomó a Jerusalem es repeteix en un relat del segle I de Josep. Va identificar el visitant de Salomó com una reina d'Egipte i Etiòpia.
Els historiadors creuen que la dinastia salomònica va començar en realitat l'any 1270 amb l'emperador Yekuno Amlak, que, amb el suport de l'Església etíop, va enderrocar la dinastia Zagwe, que havia governat Etiòpia des d'algun moment durant el segle X. El vincle amb el rei Salomó va proporcionar una base sòlida per a la unitat nacional etíop. «Els etíops veuen el seu país com el país escollit per Déu, el lloc de descans final que ell va escollir per a l'arca, i Sabà i el seu fill van ser el mitjà pel qual van arribar-hi». Malgrat que la dinastia va acabar oficialment el 1769 amb l'emperador Iyoas, els governants etíops van continuar traçant la seva connexió amb ella, fins a l'últim emperador del segle xx, Haile Selassie.
Segons una tradició, els jueus etíops (Beta Israel, Falashas) també remunten la seva ascendència a Menelik I, fill del rei Salomó i de la reina de Sabà. Una opinió que sembla més històrica és que els Falashas procedeixen d'aquells jueus que es van establir a Egipte després del primer exili, i que, amb la caiguda de la dominació persa (539-333 aC), a la vora del Nil, van penetrar al Sudan, d'on van anar a les parts occidentals d'Abissínia.
Diversos emperadors han subratllat la importància del Kebra Negast . Un dels primers exemples d'això es pot localitzar en una carta del príncep Kasa (rei Joan IV) a la reina Victòria el 1872. Kasa afirma: «Hi ha un llibre anomenat Kebra Nagast que conté la llei de tota Etiòpia, i els noms dels shums (governadors), esglésies i províncies es troben en aquest llibre. Prego que esbrineu qui té aquest llibre. i envia'm-la, perquè al meu país el meu poble no obeirà les meves ordres sense ell». Malgrat la importància històrica donada al Kebra Negast, encara hi ha dubtes sobre si la Reina es va asseure o no al tron.

### El judaisme

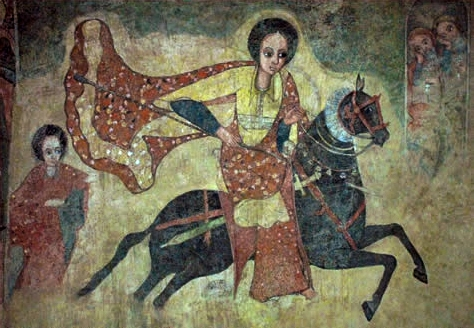
Fresc etíop representant la reina de Sabà en el seu viatge fins a Jerusalem

L'historiador jueu Flavi Josep la menciona en les seves obres i li dona el sobrenom de Nikaule. La tradició jueva afirma que la reina va demanar a Salomó favors sexuals i uns quants l'emparenten amb la mítica Lilit. Un enigma clàssic que hauria proposat al rei és el de reconèixer una flor natural enmig d'un ram de flors artificials aromatitzades. Salomó hauria usat una abella per a tal fi. El Nou Testament l'esmenta com a reina del Sud.
Segons Josep (Ant. 8:165–173), la reina de Sabà era la reina d'Egipte i Etiòpia, i va portar a Israel els primers exemplars del bàlsam, que va créixer a Terra Santa en temps de l'historiador. Josep (Antiguitats 2,5-10) representa Cambises com la conquesta de la capital d'Etiòpia i canviant el seu nom de Sebà a Mèroe. Josep afirma que la reina de Sabà provenia d'aquesta regió, i que portava el nom de Sabà abans que fos conegut pel de Meroe. Sembla també una certa afinitat entre la paraula Sabà i el nom o títol dels reis dels Etíops, Shabaka.
El Talmud (Bava Batra 15b) insisteix que no va ser una dona sinó un regne de Sabà (basat en diferents interpretacions de l'hebreu mlkt) que va arribar a Jerusalem. Baba Bathra 15b: «Qui diu malkath Saba (I Reis X, 1) vol dir que una dona s'equivoca;... vol dir el regne (מַלְכֻת) de Sabà». Això s'explica per significar que era una dona que no estava en el seu lloc per estar casada amb el rei, sinó per mèrits propis.
El relat més elaborat de la visita de la reina a Salomó es dona al Targum Sheni a Esther (vegeu: Col·loqui de la reina de Sabà). Una pubilla va informar a Salomó que el regne de Sabà era l'únic regne de la terra no subjecte a ell i que la seva reina era una adoradora del sol. Aleshores, el va enviar a Kitor, a la terra de Sabà, amb una carta adjunta a l'ala que ordenava a la seva reina que vingués a ell com a súbdit. Aleshores ella li envià tots els vaixells del mar carregats de regals preciosos i 6.000 joves de la mateixa mida, tots nascuts a la mateixa hora i amb vestits de porpra. Portaven una carta que declarava que podria arribar a Jerusalem en un termini de tres anys, tot i que el viatge normalment durava set anys. Quan la reina va arribar al palau de Salomó, pensant que el terra de vidre era un estany d'aigua, va aixecar la vora del vestit, descobrint-se les cames. Salomó la va informar del seu error i li va recriminar les cames peludes. Ella li va demanar tres (Targum Sheni a Esther 1:3) o, segons el Midraix), més enigmes per posar a prova la seva saviesa.
Un manuscrit iemenita titulat Midrash ha-Hefez (publicat per S. Schechter a Folk-Lore, 1890, pàgines  353 i següents) ofereix dinou endevinalles, la majoria de les quals es troben disperses pel Talmud i el Midrash, que l'autor del Midrash ha-Hefez atribueix a la reina de Sabà. La majoria d'aquests endevinalles són simplement preguntes bíbliques, algunes no tenen un caràcter molt edificant. Les dues que són autèntiques endevinalles són: «Sense moviment mentre viu, es mou quan se li talla el cap», i «Produït de la terra, l'home la produeix, mentre que el seu aliment és el fruit de la terra». La resposta a la primera és: «un arbre que, quan se li treu la part superior, es pot convertir en un vaixell en moviment»; la resposta a aquest últim és, una metxa.
Els rabins que denuncien Salomó interpreten 1 Reis 10:13 en el sentit que Salomó va tenir relacions criminals amb la reina de Sabà, la descendència de la qual va ser Nabucodonosor, que va destruir el Temple (comp. Rashi ad loc.). Segons altres, el pecat atribuït a Salomó a 1 Reis 11:7 i següents. és només figuratiu: no es vol dir que Salomó va caure en la idolatria, sinó que va ser culpable de no haver de contenir les seves dones de les pràctiques idòlatres (Shab. 56b).
L’alfabet de Sirac afirma que Nabucodonosor va ser el fruit de la unió entre Salomó i la reina de Sabà. A la càbala, la reina de Sabà era considerada una de les reines dels dimonis i de vegades s'identificava amb Lilit, primer al Tàrgum de Job (1:15), i més tard al Zohar i la literatura posterior. Un mite jueu i àrab sosté que la reina era en realitat un Jinn, meitat humana i meitat dimoni.
En el folklore Asquenazi, la figura es va fusionar amb la imatge popular d'Helena de Troia o la Frau Venus de la mitologia alemanya. Els encantaments Ashkenazi representen habitualment la reina de Sabà com una ballarina seductora. Fins a les darreres generacions, es va representar popularment com una segrestadora de nens i una bruixa demoníaca.

### L'islam

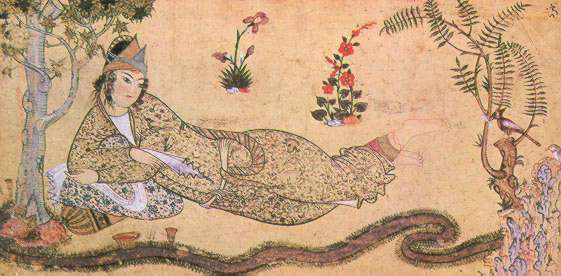
Balquís, la reina de Sabà, reclinada en un jardí, de cara a la puput, el missatger de Salomó. Miniatura persa (c. 1595), dibuix tintat sobre paper

#### Relat alcorànic
La sura 27 de l'Alcorà està dedicada a la història de la reina de Sabà, però en cap moment se n'esmenta el nom ni la condició explícita de reina, ja que es refereix a ella de forma indirecta: «la dona que els governa [i.e. el poble de Sabà]» (àrab: امْرَأَةً تَمْلِكُهُمْ, imraʾa tamliku-hum).[27:27 (Míkel de Epalza)] Els comentaristes musulmans, però, li van donar el nom de Balquís (àrab: بلقيس, Balqīs). L'Alcorà explica un relat similar a la tradició bíblica i detalla que provenia d'un indret d'adoradors del sol, fet que la lligaria als egipcis. Per a alguns, és una imatge de Cassiopea, de la mitologia grega.
El primer esment a la reina està a l'aleia 23:
| «                                               | Jo m'he trobat que hi regna una dona. La reina ho té tot! La reina seu en un gran tron, immens! Jo m'he trobat que ella i el seu poble es prosternen davant del sol, i no adoren Al·là, Déu. Ax-Xaitan [el dimoni Satanàs] els ha mostrat que el que fan està molt bé, i els ha allunyat del bon camí. | » |
| — Alcorà 27:23–24 (traduït per Míkel de Epalza) | |   |

Balquís, reina de Sabà, entronitzada. Del Suleymannama (‘Llibre de Salomó’) de Firdawsi de Bursa, compost per a Baiazet II (1481-1512). Biblioteca Chester Beatty

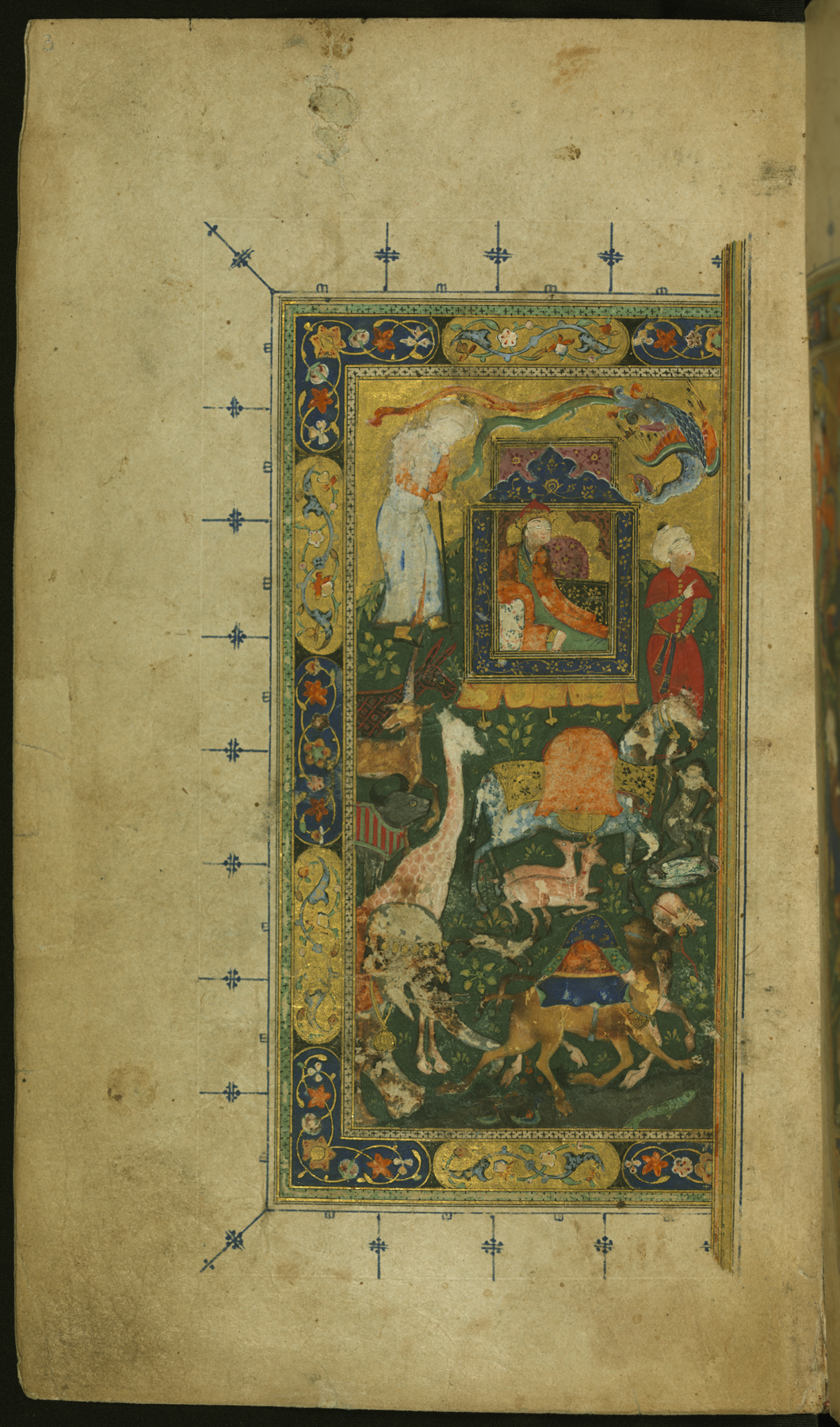
Il·lustració en un frontispici de Hafez que representa la reina de Sabà, manuscrit de Walters W.631, cap al 1539

Aquestes paraules estan en boca d'una puput (àrab: هُدْهُد, hudhud) que formava part dels exèrcits de Sulayman (Salomó), que el rei havia enviat a explorar el mon. En tornar, la puput relata que la terra de Sabà és governada per una reina i que el seu poble adora el sol, inspirats per Xaitan, el Dimoni. Aleshores, Sulayman redacta un escrit on la commina a sotmetre's a Déu i mana a la puput que el faci arribar a la reina i esperi la seva reacció. En llegir l'escrit, la reina s'adona que la carta és noble i pregunta als seus principals consellers quines mesures s'han de prendre. Responen esmentant que el seu regne és conegut pel seu poder i inclinació cap a la guerra, però que el comandament recau únicament en ella. En un acte que suggereix les qualitats diplomàtiques del seu lideratge, respon que no s'ha de respondre amb la força bruta, sinó enviant els seus ambaixadors per oferir un regal al rei Salomó. El rei rebutja el regal i afirma que Déu dona dons molt superiors i que només els ambaixadors estan encantats amb el present. El rei Salomó ordena als ambaixadors que retornin al seu país amb un missatge per a la reina, que si ell viatja on és ella, portarà un contingent que ella no podrà derrotar. Aleshores, la reina planeja per visitar-lo al seu palau. Abans que ella arribi, el rei Salomó demana a uns quants dels seus dignataris que li portin el tron de la reina de Sabà abans que ella arribi en completa submissió. Un dels ifrits del seu exèrcit s'ofereix aleshores a dur el tron abans que el rei Salomó s'aixequi del seu. Tanmateix, un home amb coneixement de l'Escriptura va dir que li duria en un obrir i tancar d'ulls, i així va ser. En veure aquest prodigi el rei Sulayman va exclamar la seva gratitud cap a Déu, ja que assumeix que aquest prodigi és una prova de Déu per veure si ell és agraït o desagraït. Sulayman aleshores fa destruir el tron de la reina i ho mostra a la reina, la qual accepta que el seu tron ha estat destruït. Aleshores, el rei Sulayman li explica que Déu és l'únic déu que hauria d'adorar i que no l'hauria de posar al costat dels déus falsos que solia adorar. Més tard es demana a la reina de Sabà que entri a una sala palatina. A primera vista, confon el vestíbul amb un llac i aixeca la faldilla per no mullar-se la roba. El rei Sulayman li informa que no és aigua sinó que el sòl és pavimentat amb cristall. Reconeixent que és una meravella de construcció que no havia vist mai abans, la reina declara que era pecadora, però que ara se sotmet, com Sulayman, a Déu (Alcorà 27:22–44).
| «                                            | Se li va dir [a la reina de Sabà, Balquís]: «Entra al pati de l'alt palau [de Salomó]!». Quan el va veure, es va pensar que el sòl era un estany [d'aigua clara, pura i brillant]. Va descobrir les seves cames [que eren peludes]. Va dir ell: «Això és un pati, que té el sòl pavimentat amb un cristall [que és un mirall que reflecteix les teves cames]». Ella va dir: «Oh, Senyor meu! Jo he estat molt pecadora! Ara, però, com Sulaiman, em sotmeto a Al·là, Déu, que és el Senyor de l'univers!». | » |
| — Alcorà 27:44 (traduït per Míkel de Epalza) | |   |

#### Interpretació
La història de la reina de Sabà a l'Alcorà comparteix similituds amb la Bíblia i altres fonts jueves. Alguns comentaristes musulmans, com at-Tabari, az-Zamakhxarí o al-Baydawí, complementen la història i afirmen que el nom de la reina és Balquís o Bilquís (àrab: بلقيس, Balqīs o Bilqīs), nom que probablement deriva del grec παλλακίς, ‘concubina’, directament o a través de la hebraïtzació del terme: פִּילֶגֶשׁ, pilégesh, amb el mateix significat.
Segons alguns exegetes, després de l'episodi recollit a l'Alcorà, Sulayman i Balquís s'haurien casat, mentre que altres tradicions afirmen que Sulayman la va donar en matrimoni a un rei de Hamdan.
Segons l'erudit al-Hamdaní, la reina de Sabà era filla d'Ilsharah Yahdib, un rei sabeu d'Aràbia del Sud. Aquestes tradicions són les que expliquen que un temple sabeu proper a Marib, a l'actual Iemen, s'hagi conegut tradicionalment com Màhram Balquís (‘[recinte] sagrat de Balquís’), tot i ser un temple dedicat a la deïtat principal de Sabà, Almaqah, sovint anomenat també «senyor d'Awwam». En un altre relat, però, es diu que era filla d'un jinn o geni i d'un humà.
Segons E. Ullendorff, l'Alcorà i els seus comentaristes han conservat el primer reflex literari de la seva llegenda completa, que entre els estudiosos complementa la narració que es deriva d'una tradició jueva, i que s'identifica amb el relat del Targum Sheni. Ara bé, com que, segons l'Enciclopèdia Judaica, el Targum Sheni es datat al voltant de l'any 700, i com que el consens general és que aquest text cal datar-lo entre finals del segle vii i principis del segle viii, si el Targum Sheni hagués inspirat el relat alcorànic, això endarreriria l'arribada de l'islam un parell de segles.

### Ioruba
El clan ioruba Ijebu d'Ijebu Ode, Nigèria, afirma que era una noble rica i sense fills coneguda com Oloye Bilikisu Sungbo. També afirmen que li va ser dedicat un sistema medieval de muralles i séquies, conegut com l'Eredo i construït cap al segle X dC.
Després de les excavacions de 1999, l'arqueòleg Patrick Darling, conegut com l'arquitecte, va dir: «No vull exagerar la teoria de Sabà, però no es pot descartar... La gent local s'ho creu i això és el que és important... L'argument més convincent en contra en aquest moment és la datació».

## En l'art

### Medieval
El tractament de Salomó en la literatura, l'art i la música també inclou els subtemes de la Reina de Sabà i la Sulamita del Càntic dels Càntics. El rei Salomó i la reina de Sabà no van ser un tema habitual fins al segle xii. En la iconografia cristiana Salomó representava Jesús, i Sabà representava l'Església gentil; per tant, la trobada de Sabà amb Salomó amb rics regals prefigurava l'adoració dels Reis Mags. D'altra banda, Sabà entronitzada representava la Coronació de Maria.
Les escultures de la reina de Sabà es troben a grans catedrals gòtiques com Chartres, Reims, Amiens i Wells. Les catedrals del segle XII d’Estrasburg, Chartres, Rochester i Canterbury són interpretacions artístiques en vitralls i decoracions dels brancals de les portes. Igualment, en l'art romànic, la representació esmaltada d'una dona negra al monestir de Klosterneuburg. La reina de Sabà dempeus a l'aigua davant Salomó, està representada en una finestra de la capella del King's College, Cambridge.

### Renaixement

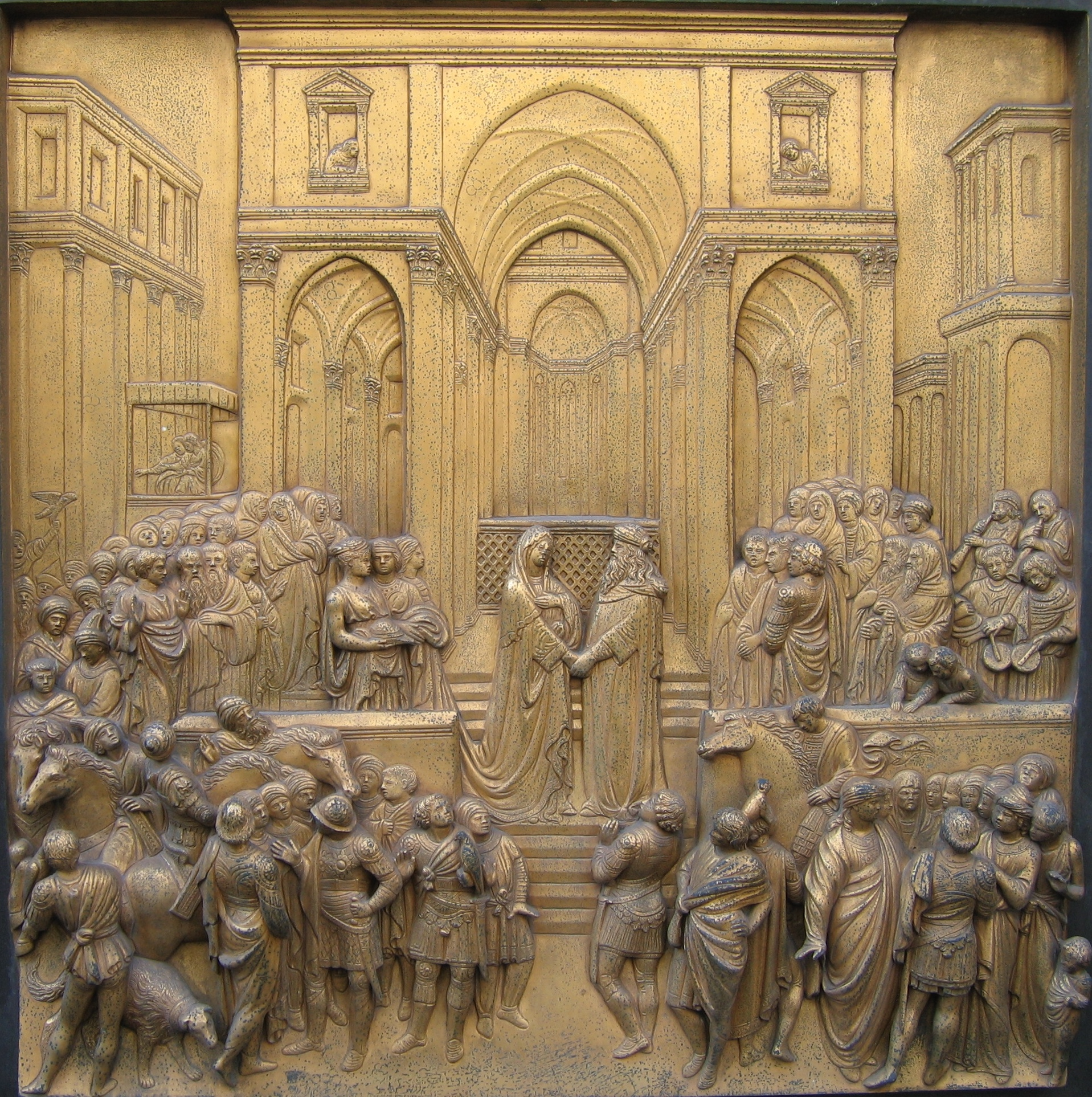
Porta del Baptisteri de Florència, Lorenzo Ghiberti (1378‒1455), relleu de bronze.

La rebuda de la reina va ser un tema popular durant el Renaixement italià. Apareix a les portes de bronze del Baptisteri de Florència de Lorenzo Ghiberti, als frescos de Benozzo Gozzoli (Campo Santo, Pisa) i al Raphael Loggie (Vaticà). Exemples d’art venecià són de Tintoretto (Prado) i de Véronèse (Pinacotheca, Torí). Al segle xvii, Claude Lorrain va pintar L'embarcament de la reina de Sabà (National Gallery, Londres).
Els frescos de Piero della Francesca a Arezzo (c. 1466) sobre la Llegenda de la Vera Creu contenen dos panells sobre la visita de la reina de Sabà a Salomó. La llegenda vincula les bigues del palau de Salomó (adorat per la reina de Sabà) amb la fusta de la crucifixió. La continuació renaixentista de l'analogia entre la visita de la reina a Salomó i l'adoració dels Reis Mags és evident en el Tríptic de l'Adoració dels Reis (c. 1510) de Jerónimo Bosch.
Sobre les dones famoses de Boccaccio (llatí: De Mulieribus Claris) segueix a Josep en anomenar la reina de Saba Nicaula. Boccaccio escriu que és la reina d’Etiòpia i d'Egipte, i que algunes persones diuen que també és la reina d’Aràbia. Escriu que tenia un palau en una illa molt gran anomenada Mèroe, situada al riu Nil. Des d'allà Nicaula va viatjar a Jerusalem per veure el rei Salomó.
El conte breu d’O. Henry El regal dels Mags conté la següent descripció per transmetre la preciositat dels cabells de la protagonista Della Dillingham Young: «Si la reina de Sabà hagués viscut a l'apartament de l'altra banda del conducte d'aire, Della hauria deixat els seus cabells penjats. la finestra s'assequi algun dia només per depreciar les joies i els regals de Sa Majestat».
El llibre de la ciutat de les dames de Christine de Pisan continua la convenció d'anomenar la reina de Sabà Nicaula. L'autor elogia la reina per la saviesa secular i religiosa i la enumera, a més de profetises cristianes i hebrees, com la primera d'una llista de dones paganes dignes.
El Doctor Faust de Christopher Marlowe es refereix a la reina de Sabà com Sabà, quan Mefistòfil intenta persuadir Faust de la saviesa de les dones amb les quals suposadament se li presentarà cada matí.

#### Literatura moderna
La novel·la autobiogràfica de Gérard de Nerval, Viatge a l'Orient (1851), detalla els seus viatges per l'Orient Mitjà amb molta llicència artística. Recapitula llargament un conte explicat en un cafè turc sobre l'amor del rei Salomó per Balkis, la reina de Sabà, però ella, al seu torn, està destinada a estimar Adoniram (Hiram Abif), el principal artesà del Temple de Salomó, a causa de tant ella com la genealogia divina d'Adoniram. Salom es posa gelós d'Adoniram, i quan s'assabenta de tres artesans que volen sabotejar el seu treball i després matar-lo, Salomó ignora voluntàriament les advertències d'aquests complots. Adoniram és assassinat i Balkis fuig del regne de Salomó.
L'Elégie pour la Reine de Saba de Léopold Sédar Senghor, publicada a les seves Elégies majeures el 1976, utilitza la reina de Sabà en un poema d'amor i per a un missatge polític. A la dècada del 1970, va utilitzar la faula de la Reina de Sabà per ampliar la seva visió de Negritude i Euràfrica incloent Àfrica àrab-berber.
El llibre Just So Stories de Rudyard Kipling inclou el conte de La papallona que va estampar. Allà, Kipling identifica a Balkis, la reina que era de Sabà i Sable i els rius de l'or del sud com la millor, i potser única estimada, de les 1.000 esposes de Suleiman-bin-Daoud, el rei Salomó. Se li atribueix explícitament una gran saviesa (Balkis, gairebé tan sàvia com el més savi Suleiman-bin-Daoud); tanmateix, Kipling potser implica en ella una saviesa més gran que el seu marit, ja que és capaç de manipular suaument a ell, els afrits i els jinns que mana, les altres 999 esposes  de Suleiman-bin-Daoud, la papallona del títol i la dona de la papallona, aportant així harmonia i felicitat per a tots.
La reina de Sabà apareix com un personatge a The Ring of Solomon, el quart llibre de la Seqüència de Bartimeu de Jonathan Stroud. És retratada com una dona vanitosa que, tement el gran poder de Salomó, envia el capità de la seva guàrdia reial a assassinar-lo, posant en marxa els esdeveniments del llibre.

A la cultura popular moderna, sovint s'invoca, com a rèplica sarcàstica a una persona estirada, l'expressió «Qui et penses que ets, la reina de Sabà?»

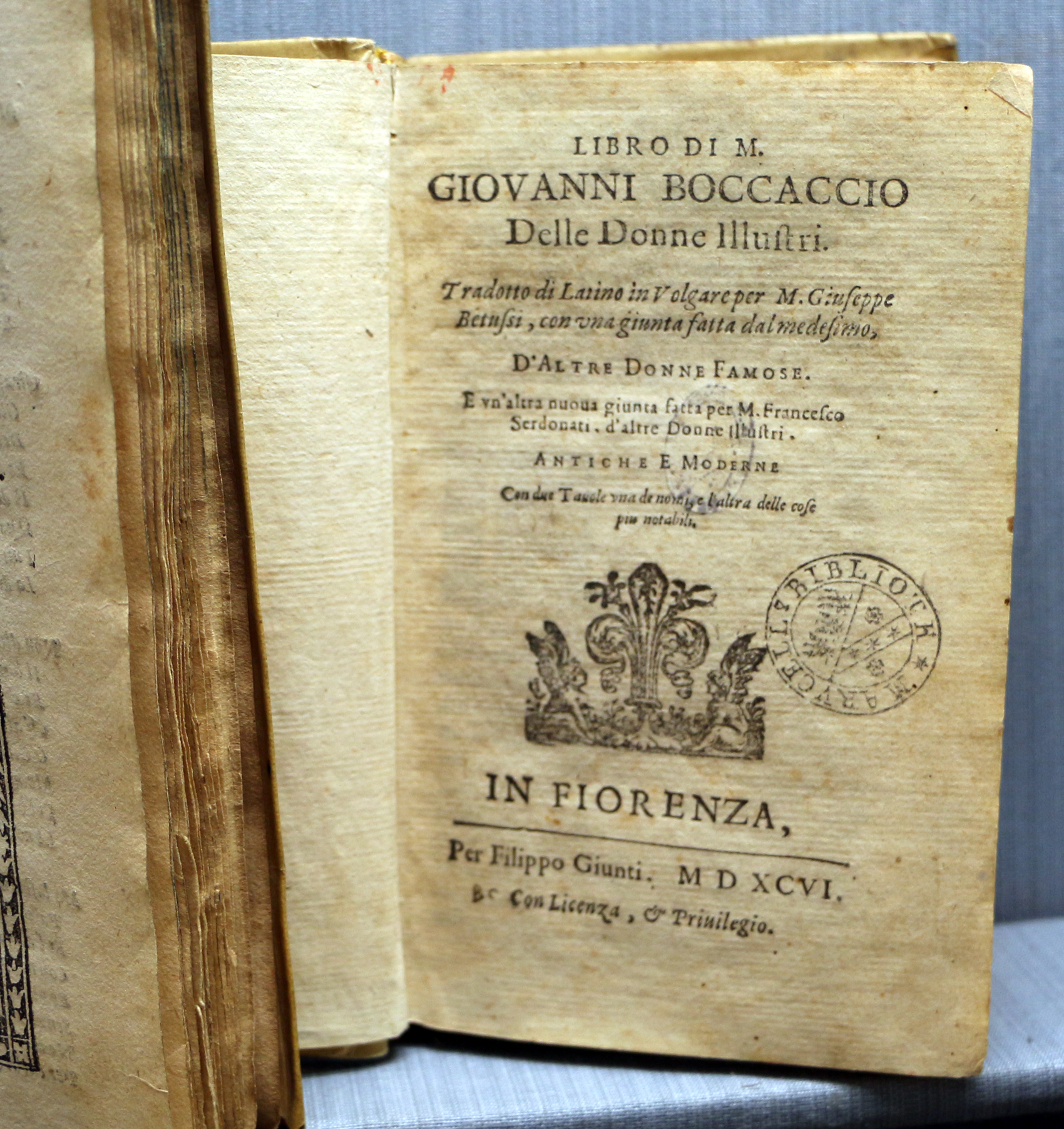
Sobre les dones famoses de Boccaccio

## Llocs de culte
A l'estat d'Ogun, a Nigèria, hi ha el santuari Birikisu Sungbo, en el qual es diu que hi ha la tomba de la reina de Sabà. És un lloc de culte important al país.

## Cinema
La reina de Sabà apareix, bé com a personatge principal, bé com a secundari, en nombroses pel·lícules. Les actrius que han interpretat el personatge han estat
- Gabrielle Robinne, a La reine de Saba (1913)
- Betty Blythe, a The Queen of Sheba (1921)
- France Dhélia, a Le berceau de dieu (1926)
- Dorothy Page, a King Solomon of Broadway (1935)
- Leonora Ruffo, a The Queen of Sheba (1952)
- Gina Lollobrigida, a Salomó i la reina de Saba (1959)
- Winifred Bryan, a Queen of Sheba Meets the Atom Man (1963)
- Anya Phillips, a Roma '78 (1978)
- Halle Berry, a Solomon & Sheba (1995)
- Vivica A. Fox, a Solomon (1997)
- Aamito Lagum, a Three Thousand Years of Longing (2022)